# Печуры
Печуры — деревня в Сычёвском районе Смоленской области России. Входит в состав Суторминского сельского поселения. Население — 69 жителей (2007 год). 
Расположена в северо-восточной части области в 18 км к юго-востоку от Сычёвки, в 18 км восточнее автодороги Р134 «Старая Смоленская дорога» Смоленск — Дорогобуж — Вязьма — Зубцов, на берегу реки Плехановка. В 16 км западнее деревни расположена железнодорожная станция Вазуза на линии Вязьма — Ржев.

## История
В годы Великой Отечественной войны деревня была оккупирована гитлеровскими войсками в октябре 1941 года, освобождена в марте 1943 года.